# Zygodon leptocarpus
Zygodon leptocarpus är en bladmossart som beskrevs av Thériot 1922. Zygodon leptocarpus ingår i släktet ärgmossor, och familjen Orthotrichaceae. Inga underarter finns listade i Catalogue of Life.